# Paurocoma coniopa
Paurocoma coniopa är en fjärilsart som beskrevs av Oswald Beltram Lower 1918. Paurocoma coniopa ingår i släktet Paurocoma och familjen mätare. Inga underarter finns listade i Catalogue of Life.